# Monthly Review
A Monthly Review, criada em 1949,  é uma revista socialista publicada mensalmente na cidade de Nova Iorque. A publicação continua a ser a revista socialista publicada continuamente há mais tempo nos Estados Unidos da América, tendo um factor de impacto de  0.460.